# Het schilderij (Zone Stad)
Het schilderij is de 56ste aflevering van VTM's politieserie Zone Stad. De aflevering werd in Vlaanderen voor het eerst uitgezonden op 22 maart 2010.

## Plot
Een bekende chirurg overlijdt aan een aanrijding. Tom en Fien vinden een abstract schilderij in de koffer van de wagen en ontdekken dat de identiteit van het slachtoffer verwisseld werd. Ze gaan op onderzoek en belanden in een medische wereld vol intriges en bedrog. Mike heeft een illegale bijverdienste gevonden wat hem tot heel wat leugens dwingt. Tegen alle verwachtingen in heeft Fien nog steeds stiekem contact met Brik, de undercoveragent, wat tot moeilijke en vooral risicovolle situaties leidt. Dani is stille getuige van de toenadering tussen Tom en Kathy. Dit maakt haar zeer jaloers.

## Gastrollen
- Karlijn Sileghem - Margot Wuyts
- Mathijs Scheepers - Dr. Johan Beunis
- Marc Lauwrys - Meneer Lievens
- Dries Vanhegen - Dr. Vincent De Belder
- Lut Tomsin - Jeanine Segers
- Geert Van Rampelberg - Brik
- Patsy Van der Meeren - Marianne Peeters (Niet geregistreerd)
- Britt Van der Borght - Sandrine Pauwels (Niet geregistreerd)
- Arlette Sterckx - Sonja (Niet geregistreerd)
- Johan Sips - Bert Nijs (Niet geregistreerd)
- Priske Dehandschutter - Karen (Niet geregistreerd)
- Lindsay Bervoets - Natalie (Niet geregistreerd)
- Luk Van Duysse - Stan (Niet geregistreerd)